# ترميني إميرسي
ثرمة الساحلية أو (نقحرة: ترميني إيميرسي) (بالإيطالية: Termini Imerese)‏ هي مدينة وبلدية في مقاطعة باليرمو على الساحل الشمالي لجزيرة صقلية في جنوب إيطاليا.

## السكان
في سنة 1861 بلغ عدد السكان 26٬374 نسمة، وتطور العدد ليصل في سنة 2011 لـ 27٬217 نسمة.
يظهر هذا المخطط البياني تطور النمو السكاني لـ ثرمة الساحلية

## توأمة
لترميني إميرسي اتفاقيات توأمة مع:
- قرية إلك غروف

## أعلام
- أنتوني أيه أليمو
- سالفاتوري جاتو
- أبو العباس أحمد
- يولاندا من أراغون